# Quamtana filmeri
Quamtana filmeri is een spinnensoort uit de familie trilspinnen (Pholcidae). De soort komt voor in Zuid-Afrika. 